# Radio / A Love Again
Radio / A Love Again – singel włoskiego wykonawcy Savage’a wydany w 1984 roku przez Discomagic Records. Składały się na niego dwa nagrania: „Radio” i „A Love Again”, oba pochodzące z debiutanckiego albumu artysty pt. Tonight.

## Lista utworów

### Wydanie na 7"[1]
A. „Radio” – 3:35
B. „A Love Again” – 3:40

### Wydanie na 12"[2]
A. „Radio” – 5:00
B. „A Love Again” – 5:55

## Autorzy[3]
- Muzyka: Robyx
- Producent: Robyx
- Aranżacja: Robyx